# Gorytes quinquefasciatus quinquefasciatus
Gorytes quinquefasciatus quinquefasciatus é uma subespécie de insetos himenópteros, mais especificamente de vespas pertencente à família Crabronidae.
A autoridade científica da subespécie é Panzer, tendo sido descrita no ano de 1798.
Trata-se de uma subespécie presente no território português.